# Lev X.
Lev X. (vlastním jménem Giovanni Medici, 11. prosince 1475 – 1. prosince 1521) byl 217. papežem. Pocházel z rodu Medicejských.
Zvolen byl 9. března 1513. Byl nástupcem Julia II. Úřad římského biskupa zastával až do své smrti 1. prosince 1521.

## Život
Narodil se jako druhý syn Lorenza Medici, zvaného Nádherný (Il Magnifico). Na kněžské dráze postupoval nesmírně rychle. Už jako sedmiletý byl přijat do duchovního stavu (dostal tonzuru), jako třináctiletý byl jmenován za kardinála-diákona. V letech 1489–1491 studoval teologii a církevní právo v Pise. V sedmnácti letech vstoupil do posvátného kolegia v Římě, zakrátko však, po smrti svého otce v roce 1492, kolegium opustil a vrátil se do Florencie. Když jeho rodina musela odejít do vyhnanství, putoval Francií, Německem a Nizozemím a v roce 1500 se vrátil do Říma. Tam se věnoval literatuře, malířství, divadlu a hudbě. Po smrti papeže Alexandra VI. začal získávat politický vliv. V roce 1512 se mu podařilo obnovit vládu Medicejských nad Florencií, kde panoval až do konkláve, a i jako papež, až do své smrti.
Lev X. byl typický renesanční panovník, pokrytecký politik a nepotista. Své příbuzné podporoval všude, i mimo Florencii. Od něho pochází známy výrok, který napsal svému bratrovi: „Užívejme papežství, když nám ho Bůh dal“. S Francií uzavřel konkordát, který, ačkoli ho římská kurie přijala jen s těžkostmi, byl platný až do francouzské revoluce. V roce 1517 zmařil plány některých bouřících se kardinálů, kteří ho chtěli otrávit, když jejich vůdce Alfonsa Petrucciho dal popravit, některé dal uvěznit a na takto vyprázdněná místa v kardinálském kolegiu 1. července jmenoval jednatřicet nových kardinálů.
Papežova diplomacie měla velmi křivolakou podobu. Nejprve se zdálo, že podporuje Františka I. Francouzského, jindy kurfiřta Fridricha Saského, a až když to bylo nevyhnutelné, uznal Habsburka Karla I. Španělského a uzavřel s ním spojenectví proti Francii.
Vzhledem k tomu, že se při zvolení za papeže zavázal přísahou pokračovat v pátém lateránském koncilu, 27. dubna 1513 otevřel jeho šesté zasedání. Další zasedání tohoto koncilu se letmo dotkla reformy a bylo zřejmé, že konciloví otcové si byli vědomi nešvarů v církvi, které přímo křičely po odstranění. Byla sice zřízena reformní komise, byly vydány i reformní dekrety, ale ke skutečné nápravě nedošlo. Ačkoli sněm trval pět let a měl 12 zasedání, nevykonal pro církev nic závažného. Když 10. března 1517, po nařízení křižácké výpravy proti Turkům a zavedení tříleté daně pro benefici, která měla tuto výpravu financovat, Lev zakončil pátý lateránský koncil, bylo jasné, že ani koncil, ale ani papežové, Julius II. nebo Lev X., nepochopili vážnost situace v církvi. Nešlo jim vážně o reformu, což se stalo pro církev osudným.
Podle historiků Lev X. byl bezstarostný a požitkářský člověk, mecenáš umění a znovuzakladatel římské univerzity, ale i lehkomyslný marnotratník, který získával peníze i takovým způsobem, že dával do záložny palácový nábytek, drahé příbory a nádoby. Kromě svých radovánek musel financovat i své války, zejména vyhlášenou křižáckou výpravu a v neposlední řadě výstavbu chrámu sv. Petra. Kromě půjček si obstarával peníze prodáváním úřadů, dokonce i kardinálských titulů. Na výstavbu svatopetrského chrámu obnovil odpustky, které schválil jeho předchůdce Julius II., a zařídil, aby odpustky propagovali kazatelé v kostelech. Když v lednu 1517 začal o odpustcích kázat dominikán Jan Tetzl, augustiniánský mnich Martin Luther zareagoval tím, že vyhlásil ve Wittenbergu svých 95 tezí. Začátkem roku 1518 Lev nařídil generálnímu představenému augustiniánské řehole, aby Luthera umlčel. Nařízení bylo bez úspěchu. Po diskusích mezi teologem Janem Eckem a Martinem Lutherem v Lipsku v roce 1519, vydal Lev X. bulu Exsurge Domine (15. června 1520), v které odsoudil Luthera v 41 bodech. Když Martin Luther bulu veřejně spálil, papež ho exkomunikoval v bule Decet Romanum pontificem, vydané 11. října 1521, v které též anglickému králi Jindřichu VIII. udělil titul „Obhájce víry“ za to, že vydal knihu, v které proti Lutherovi obhajoval sedm svátostí.
Ze situace, která vznikla, se dá usoudit, že ani papež, ani římská kurie nepochopili význam reformace, která právě probíhala v celé církvi.
Lev X. je pohřben v kostele Santa Maria sopra Minerva v římské čtvrti Pigna.

## Biskupská genealogie
Následující tabulka obsahuje genealogický strom, který ukazuje vztah mezi svěcencem a světitelem – pro každého biskupa na seznamu je předchůdcem jeho světitel, zatímco následovníkem je biskup, kterého vysvětil. Lev X. patří k linii kardinála d'Estouteville. Rekonstrukcím a vyhledáním původu v rodové linii se zabývá historiografická disciplína biskupská genealogie.
1. kardinál Guillaume d’Estouteville
2. papež Sixtus IV.
3. papež Julius II.
4. kardinál Raffaele Sansoni Riario
5. papež Lev X.